# Christophe Galtier
Christophe Galtier (Marsiglia, 23 agosto 1966) è un allenatore di calcio ed ex calciatore francese, di ruolo difensore, tecnico del Neom.
Conclusa la carriera da calciatore e dopo una lunga esperienza come vice, dal 2009 al 2017 ha allenato il Saint-Étienne, con cui ha vinto una Coppa di Lega francese (2012-2013). Dal 2017 al 2021 è stato alla guida del Lilla, vincendo un campionato francese (2020-2021). Dopo una breve parentesi al Nizza (2021-2022), dal 2022 al 2023 ha allenato il Paris Saint-Germain, con cui ha vinto una Supercoppa francese (2022) e un campionato francese (2022-2023).
A livello individuale, ha ottenuto tre Trophées UNFP du football come miglior allenatore della Ligue 1 (2013, 2019 e 2021).

## Caratteristiche
Le sue squadre fanno ampio uso delle verticalizzazioni, sono compatte e tendono a costruire il gioco partendo dal portiere; in fase di non possesso, invece, prediligono il pressing alto e la marcatura a uomo. Ha utilizzato spesso i moduli 4-2-3-1, 4-4-2, 3-4-3 e 3-4-1-2. 

## Carriera

### Giocatore
Calcisticamente cresciuto nel settore giovanile dell'Olympique Marsiglia, il 30 luglio 1985 debutta in Ligue 1 contro il Brest; con i bianco-azzurri disputa cinquantadue partite di campionato, raggiungendo due volte la finale di Coppa di Francia senza mai vincerla.
Nel 1987 si trasferisce al Lilla. Nel 1990 passa al Tolosa, dove gioca per tre stagioni. Nel 1993 viene acquistato dall'Angers, squadra neopromossa in Ligue 1 che, tuttavia, non riuscirà a mantenere la categoria. Dopo la retrocessione passa al Nîmes, ma complice qualche infortunio gioca solo venti partite prima di tornare all'Olympique Marsiglia.
Nel 1997 approda in Italia accasandosi al Monza, squadra militante in Serie B; dopo una sola stagione si trasferisce ai cinesi del Liaoning, dove termina la sua carriera da calciatore nel 1999.

### Allenatore

#### Gli inizi, Saint-Étienne

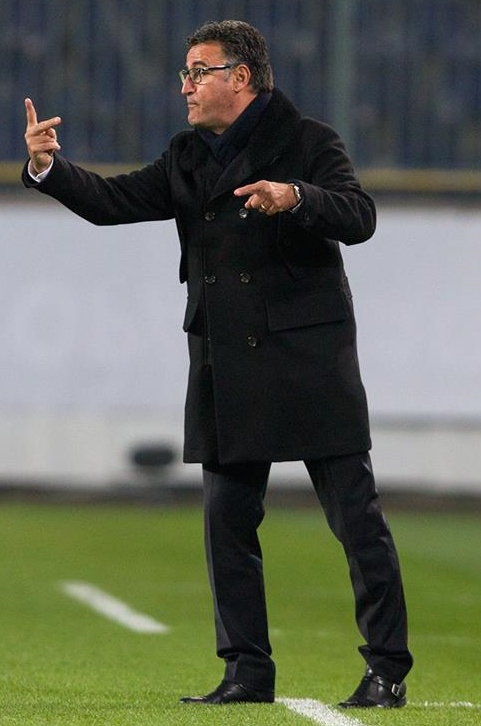
Galtier sulla panchina del nel 2015.

Dopo dieci anni di esperienza come vice-allenatore, a dicembre del 2009 viene promosso a tecnico della prima squadra del Saint-Étienne in sostituzione dell'esonerato Alain Perrin. Nella sua prima stagione riesce a salvare la squadra dalla retrocessione mentre, negli anni successivi, migliora il piazzamento fino al quarto posto con conseguente qualificazione alle competizioni UEFA. Rimane sulla panchina dei Verts per otto anni vincendo, nel 2012-2013, una Coppa di Lega francese, primo trofeo del club dopo 32 anni di insuccessi.

#### Lilla
Nel gennaio del 2018 diventa il nuovo allenatore del Lilla. Dopo aver evitato una retrocessione al primo anno, anche alla guida dei mastini riesce, col tempo, a ottenere buoni risultati: nel 2018-2019 si classifica secondo in campionato mentre, nella stagione 2020-2021, vince la Ligue 1 dopo un testa a testa con i campioni uscenti del Paris Saint-Germain. Tale successo gli consente anche di ottenere, per la terza volta, il premio come Miglior allenatore della Ligue 1.

#### Nizza
Il 28 giugno 2021 diventa il nuovo tecnico del Nizza. Dopo aver concluso il girone di andata in seconda posizione, conclude il campionato al quinto posto, piazzamento che consente ai rossoneri di accedere alle qualificazioni per la UEFA Europa Conference League 2022-2023. Il 7 maggio 2022 perde la finale di Coppa di Francia in favore del Nantes. Il 27 giugno seguente lascia la panchina dei rossoneri.

#### Paris Saint-Germain
Il 5 luglio 2022 viene ufficializzato come nuovo allenatore del Paris Saint-Germain. Il 31 luglio successivo debutta in gare ufficiali vincendo la Supercoppa francese, grazie al successo per 4-0 ai danni del Nantes. Al termine della stagione 2022-23 vince la Ligue 1, portando al club della capitale l'11esimo trionfo nella propria storia. Qualche mese più tardi, il 5 luglio 2023, rescinde il proprio contratto con i parigini.

#### Al Duhail
Il 12 ottobre 2023 diventa allenatore dell’Al-Duhail in Qatar, sostituendo l'esonerato Hernán Crespo. Il 27 maggio 2025, dopo aver condotto la squadra al 2º posto finale in campionato, lascia il club qatariota.

## Controversie
Nell'aprile 2023 avrebbe dichiarato che al Paris Saint-Germain "ci sono troppi neri e musulmani".
Nel giugno del 2023 viene posto in stato di fermo insieme al figlio, agente di calciatori, e rinviato a giudizio con l'accusa di molestie morali e discriminazione per aver rivolto insulti razzisti ai suoi giocatori del Nizza nella stagione 2021-2022.

## Statistiche

### Statistiche da allenatore
Statistiche aggiornate al 28 maggio 2025. In grassetto le competizioni vinte.
| Stagione             | Squadra              | Campionato           | Campionato | Campionato | Campionato | Campionato | Coppe nazionali | Coppe nazionali | Coppe nazionali | Coppe nazionali | Coppe nazionali | Coppe continentali | Coppe continentali | Coppe continentali | Coppe continentali | Coppe continentali | Altre coppe | Altre coppe | Altre coppe | Altre coppe | Altre coppe | Totale | Totale | Totale | Totale | % Vittorie | Piazzamento |
| Stagione             | Squadra              | Comp                 | G          | V          | N          | P          | Comp            | G               | V               | N               | P               | Comp               | G                  | V                  | N                  | P                  | Comp        | G           | V           | N           | P           | G      | V      | N      | P      | %          | Piazzamento |
| -------------------- | -------------------- | -------------------- | ---------- | ---------- | ---------- | ---------- | --------------- | --------------- | --------------- | --------------- | --------------- | ------------------ | ------------------ | ------------------ | ------------------ | ------------------ | ----------- | ----------- | ----------- | ----------- | ----------- | ------ | ------ | ------ | ------ | ---------- | ----------- |
| gen.-giu. 2010       | Saint-Étienne        | L1                   | 21         | 6          | 7          | 8          | CF+CdL          | 4+1             | 2+0             | 1+0             | 1+1             | -                  | -                  | -                  | -                  | -                  | -           | -           | -           | -           | -           | 26     | 8      | 8      | 10     | 30,77      | Sub. 17º    |
| 2010-2011            | Saint-Étienne        | L1                   | 38         | 12         | 13         | 13         | CF+CdL          | 1+3             | 0+2             | 0+0             | 1+1             | -                  | -                  | -                  | -                  | -                  | -           | -           | -           | -           | -           | 42     | 14     | 13     | 15     | 33,33      | 10º         |
| 2011-2012            | Saint-Étienne        | L1                   | 38         | 16         | 9          | 13         | CF+CdL          | 1+2             | 0+1             | 1+0             | 0+1             | -                  | -                  | -                  | -                  | -                  | -           | -           | -           | -           | -           | 41     | 17     | 10     | 14     | 41,46      | 7º          |
| 2012-2013            | Saint-Étienne        | L1                   | 38         | 16         | 15         | 7          | CF+CdL          | 4+5             | 2+2             | 1+3             | 1+0             | -                  | -                  | -                  | -                  | -                  | -           | -           | -           | -           | -           | 47     | 20     | 19     | 8      | 42,55      | 5º          |
| 2013-2014            | Saint-Étienne        | L1                   | 38         | 20         | 9          | 9          | CF+CdL          | 1+1             | 0+0             | 1+0             | 0+1             | UEL                | 4                  | 2                  | 0                  | 2                  | -           | -           | -           | -           | -           | 44     | 22     | 10     | 12     | 50,00      | 4º          |
| 2014-2015            | Saint-Étienne        | L1                   | 38         | 19         | 12         | 7          | CF+CdL          | 5+2             | 3+1             | 1+0             | 1+1             | UEL                | 8                  | 1                  | 5                  | 2                  | -           | -           | -           | -           | -           | 53     | 24     | 18     | 11     | 45,28      | 5º          |
| 2015-2016            | Saint-Étienne        | L1                   | 38         | 17         | 7          | 14         | CF+CdL          | 4+1             | 3+0             | 0+0             | 1+1             | UEL                | 12                 | 5                  | 4                  | 3                  | -           | -           | -           | -           | -           | 55     | 25     | 11     | 19     | 45,45      | 6º          |
| 2016-2017            | Saint-Étienne        | L1                   | 38         | 12         | 14         | 12         | CF+CdL          | 2+1             | 1+0             | 0+0             | 1+1             | UEL                | 12                 | 5                  | 5                  | 2                  | -           | -           | -           | -           | -           | 53     | 18     | 19     | 16     | 33,96      | 8º          |
| Totale Saint-Étienne | Totale Saint-Étienne | Totale Saint-Étienne | 287        | 118        | 86         | 83         |                 | 38              | 17              | 8               | 13              |                    | 36                 | 13                 | 14                 | 9                  |             | -           | -           | -           | -           | 361    | 148    | 108    | 105    | 41,00      |             |
| gen.-giu. 2018       | Lilla                | L1                   | 19         | 5          | 4          | 10         | CF+CdL          | 2+0             | 1+0             | 0+0             | 1+0             | -                  | -                  | -                  | -                  | -                  | -           | -           | -           | -           | -           | 21     | 6      | 4      | 11     | 28,57      | Sub. 17º    |
| 2018-2019            | Lilla                | L1                   | 38         | 22         | 9          | 7          | CF+CdL          | 3+1             | 2+0             | 0+0             | 1+1             | -                  | -                  | -                  | -                  | -                  | -           | -           | -           | -           | -           | 42     | 24     | 9      | 9      | 57,14      | 2º          |
| 2019-2020            | Lilla                | L1                   | 28         | 15         | 4          | 9          | CF+CdL          | 3+3             | 2+2             | 0+1             | 1+0             | UCL                | 6                  | 0                  | 1                  | 5                  | -           | -           | -           | -           | -           | 40     | 19     | 6      | 15     | 47,50      | 4º          |
| 2020-2021            | Lilla                | L1                   | 38         | 24         | 11         | 3          | CF              | 3               | 2               | 0               | 1               | UEL                | 8                  | 3                  | 2                  | 3                  | -           | -           | -           | -           | -           | 49     | 29     | 13     | 7      | 59,18      | 1º          |
| Totale Lilla         | Totale Lilla         | Totale Lilla         | 123        | 66         | 28         | 29         |                 | 15              | 9               | 1               | 5               |                    | 14                 | 3                  | 3                  | 8                  |             | -           | -           | -           | -           | 152    | 78     | 32     | 42     | 51,32      |             |
| 2021-2022            | Nizza                | L1                   | 38         | 20         | 7          | 11         | CF              | 5               | 3               | 1               | 1               | -                  | -                  | -                  | -                  | -                  | -           | -           | -           | -           | -           | 43     | 23     | 8      | 12     | 53,49      | 5º          |
| 2022-2023            | Paris Saint-Germain  | L1                   | 38         | 27         | 4          | 7          | CF              | 3               | 2               | 0               | 1               | UCL                | 8                  | 4                  | 2                  | 2                  | SF          | 1           | 1           | 0           | 0           | 50     | 34     | 6      | 10     | 68,00      | 1º          |
| ott. 2023-2024       | Al-Duhail            | QSL                  | 17         | 5          | 3          | 9          | CQ+CdL          | 3+4             | 2+2             | 0+0             | 1+2             | ACL                | 4                  | 2                  | 0                  | 2                  | CdQ         | -           | -           | -           | -           | 28     | 11     | 3      | 14     | 39,29      | Sub., 6º    |
| 2024-2025            | Al-Duhail            | QSL                  | 22         | 16         | 2          | 4          | CQ+CdL          | 1+8             | 1+6             | 0+1             | 0+1             | -                  | -                  | -                  | -                  | -                  | CdQ         | 2           | 0           | 2           | 0           | 33     | 23     | 5      | 5      | 69,70      | 2º          |
| Totale Al Duhail     | Totale Al Duhail     | Totale Al Duhail     | 39         | 21         | 5          | 13         |                 | 16              | 11              | 1               | 4               |                    | 4                  | 2                  | 0                  | 2                  |             | 2           | 0           | 2           | 0           | 61     | 34     | 8      | 19     | 55,74      |             |
| Totale carriera      | Totale carriera      | Totale carriera      | 525        | 253        | 129        | 143        |                 | 77              | 42              | 11              | 24              |                    | 62                 | 22                 | 19                 | 21                 |             | 3           | 1           | 2           | 0           | 667    | 318    | 161    | 188    | 47,68      |             |

## Palmarès

### Allenatore

#### Club
- Coppa di Lega francese: 1

Saint-Etienne: 2012-2013
- Campionato francese: 2

Lilla: 2020-2021
Paris Saint-Germain: 2022-2023
- Supercoppa francese: 1

Paris Saint-Germain: 2022

#### Individuale
- Trophées UNFP du football: 3

Miglior allenatore della Ligue 1: 2013, 2019, 2021